# Mímica

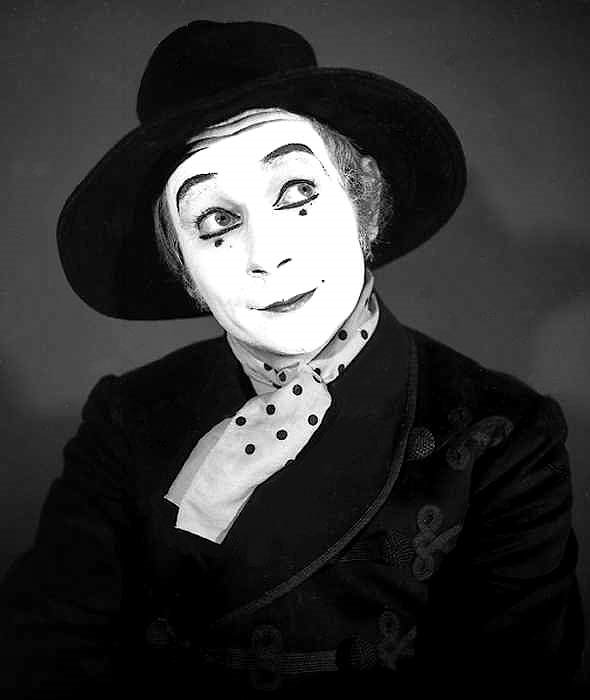
El mimo Lindsay Kemp, fotografiado por Allan Warren.

La mímica (del latín «mimîcus», y este del griego «μιμικός», ‘mimikós’), es un medio de expresión no verbal a partir del lenguaje corporal y gestual. Usada para transmitir una idea o un discurso dramatizado, es uno de los más primitivos modos de expresión artística para enfatizar sentimientos o emociones, tanto en representaciones dramáticas como en la danza. Asimismo, mímica puede aparecer como sinónimo de representación y arte de imitar.
Más allá del género teatral griego, la mímica y el mimo se desarrollarían a partir de la Commedia dell'Arte (aunque en ella prescinde de la gestualidad facial al quedar determinada por la máscara), y el baile pantomímico, como recurso para expresar los sentimientos del personaje, hasta alcanzar en las diversas propuestas del ballet su más compleja sofisticación. A pesar de su presencia en las danzas tribales de todo el mundo, o en ejemplos del mimo danzado como la harlequinade, la mímica, en opinión de algunos expertos, ha quedado acotada para designar «los movimientos fisionómicos o la expresión facial».

## Mímica teatral
Antonin Artaud, en 1964, diferenciaba «diez mil y una expresiones del rostro, consideradas como máscaras», asegurando que podrían ser «etiquetadas y catalogadas y puestas, directa o simbólicamente, al servicio del lenguaje concreto del escenario». Grotowski, sin embargo, consideraba en 1971 que «el actor debe componer por sí mismo una máscara orgánica con sus músculos faciales y hacer que cada personaje mantenga la misma “mueca” a lo largo de toda la obra»; un control de la expresión que también ponderaba Brecht (1972). Las citas, recogidas por el lexicólogo Patrice Pavis, se rematan con la imagen sugerida por el teórico francés de que «el rostro se convierte en un decorado ambulante (...) el lugar donde el sentido dibuja signos en la carne».